# Waldemar Leitgeb

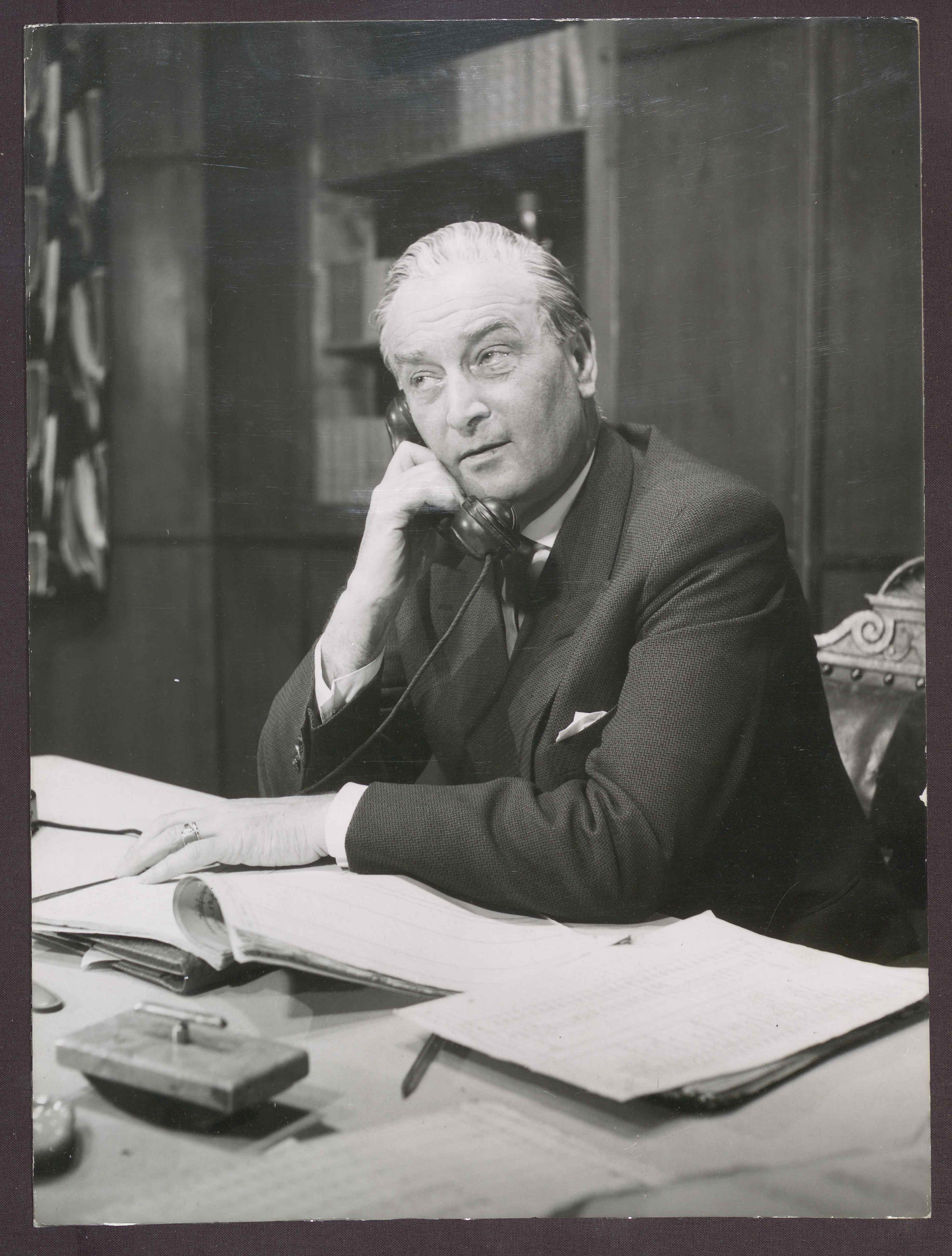
Waldemar Leitgeb in der Komödie Miniaturen am Badischen Staatstheater Karlsruhe

Waldemar Leitgeb (* 14. September 1901 in Konstantinopel, Osmanisches Reich; † 21. Juli 1974 in Karlsruhe) war ein deutscher Schauspieler, Hörspielsprecher und Theaterregisseur.

## Leben
Der Sohn des Vizedirektors der Anatolischen Eisenbahn Karl Leitgeb erhielt in der Schweiz privaten Schauspielunterricht. 1918 gab er sein Debüt am Stadttheater von Luzern.
1919 ging er nach Solothurn, und von 1920 bis 1925 agierte er am Stadttheater Bern. 1925 wechselte er nach Karlsruhe, 1928 nach Hamburg und 1929 an das Deutsche Theater in Prag. Von 1932 bis zur allgemeinen Theaterschließung 1944 gehörte er zum Ensemble des Württembergischen Staatstheaters Stuttgart.
Er hatte Gastauftritte in München, Berlin, bei den Festspielen in Heilbronn und am Theater in der Josefstadt in Wien. Seit 1949 gehörte er dem Badischen Staatstheater Karlsruhe an, wo er ab 1952 auch Regisseur war. Zu seinen Inszenierungen hier gehörten Wolken sind überall, Der tolle Tag, Das kleine Teehaus  und Charleys Tante.
Leitgeb übernahm in den 1930er und 1940er Jahren in einigen deutschen Filmen wichtige Nebenrollen. Seine bedeutendsten Aufgaben waren 1940 die Verkörperung des Herzogs von Wellington in Die Rothschilds und 1943 die des Fürsten Grigorij Orlow in Münchhausen.
Er war von 1927 bis 1958 auch als Hörspielsprecher tätig. Hier war er überwiegend in Hauptrollen zu hören. Bei der ARD-Hörspieldatenbank fehlen (Stand: November 2020) allerdings noch die Jahrgänge von 1928 bis Kriegsende 1945.

## Filmografie
- 1935: Der grüne Domino
- 1937: Tango Notturno
- 1938: Eine Frau kommt in die Tropen
- 1940: Die Rothschilds
- 1942: Himmelhunde
- 1943: Münchhausen
- 1943: Liebe, Leidenschaft und Leid
- 1944: Das schwarze Schaf
- 1955: Dunja
- 1956: Das Konzert

## Hörspiele (Auswahl)
- 1927: Johann Wolfgang von Goethe: Aus Goethes „Iphigenie“, mit Kammermusikeinlagen. Sendespiel nach Iphigenie auf Tauris (Pylades) – Regie: Hans Blum (Hörspielbearbeitung – Süddeutsche Rundfunk AG (SÜRAG))
- 1952: Alfred Happ: Idyll zu Ludwigslust (Fürst Franz Ludwig von und zu Ludwigslust) – Regie: Theodor Steiner (Original-Hörspiel – HR)
- 1952: Dorothy L. Sayers: Es geschah im Bellona-Club (Lord Peter Wimsey) – Regie: Fränze Roloff (Hörspielbearbeitung, Kriminalhörspiel – HR)
- 1953: Wolf Harnisch: Zweimal Johann Strauß (Johann Strauss (Vater)) – Regie: Theodor Steiner (Originalhörspiel – HR)
- 1953: Erich Kuby: Der verschwundene Graf – Regie: Ulrich Lauterbach (Originalhörspiel – HR)
- 1954: Thomas Mann: Königliche Hoheit (5. Teil: Zwei Welten) (Braunbart-Schellendorf) – Regie: Werner Hausmann (Hörspielbearbeitung – SWF/SRG)
- 1957: Hans José Rehfisch: Die Kraft des Einzelnen: Doktor Semmelweis (Professor Skoda) – Regie: Oswald Döpke (Hörspielbearbeitung – HR)
- 1958: Johann Peter Hebel: Der höhere Befehl (General Barbot) – Regie: Lutz Heinle (Hörspielbearbeitung – SDR)

## Ehrungen
- Aus Anlass des 50. Geburtstages von Adolf Hitler wurde er am 20. April 1939 zum Staatsschauspieler ernannt.[1]